# Nakamura Shin
Shin Nakamura (sinh ngày 6 tháng 5 năm 1974) là một cầu thủ bóng đá người Nhật Bản.

## Sự nghiệp câu lạc bộ
Shin Nakamura đã từng chơi cho Sagan Tosu và Vegalta Sendai.